# Х-38
Х-38 — російська високоточна авіаційна ракета класу «повітря-поверхня» малого радіусу дії. Призначена для знищення широкого кола цілей: бронетехніки, надводних кораблів та підводних човнів у надводному положенні, а також інших, як укріплених, так і легкоуразливих, одиночних та групових цілей. Прийнято на озброєння наприкінці 2012 року.
Розроблена корпорацією «Тактичне ракетне озброєння».
Призначена для озброєння перспективних російських авіаційних комплексів 5-го покоління, а також деяких літаків 4-го покоління.

## Історія створення
Робота над ракетою була розпочата на початку 1990-х років. Вперше ракета була продемонстрована на МАКС-2007.

## Конструкція

Ескіз ракети Х-38

Особливістю конструкції ракети є те, що в залежності від умов на театрі військових дій для враження різних типів цілей ракета може оснащуватися не тільки різними головками самонаведення, а й різними бойовими частинами, що суттєво розширює коло можливих цілей.
У разі запуску з гелікоптерів у кормовій частині ракети встановлюються стартові прискорювачі, що забезпечують досягнення необхідної початкової швидкості.
Для зниження обмежень руху носія в ракеті застосований дуже широкий кут по пеленгу цілі ±80° в горизонтальній площині, можливо з нашлемною цілевказівкою.
У порівнянні з ракетами сімейств Х-25 і Х-29 у Х-38 суттєво збільшено призначені ресурси по зльотах/посадках, нальоту під носієм, напрацювання апаратури на відмову, термін служби ракети збільшено до 10 років
У 2015 році корпорацією «Тактичне ракетне озброєння» на базі ракети Х-38 були розроблені «ракето-бомби» «Гром-1» та «Гром-2» (експортні варіанти — «Гром-Е1» та «Гром-Е2»). «Гром-1» — керована ракета з потужною бойовою частиною, загальною масою 520 кг. «Гром-2» — бомба, що планує, у якої на місці двигуна розташовується ще одна бойова частина вагою 165 кілограмів при загальній вазі 598 кілограмів.

## Модифікації

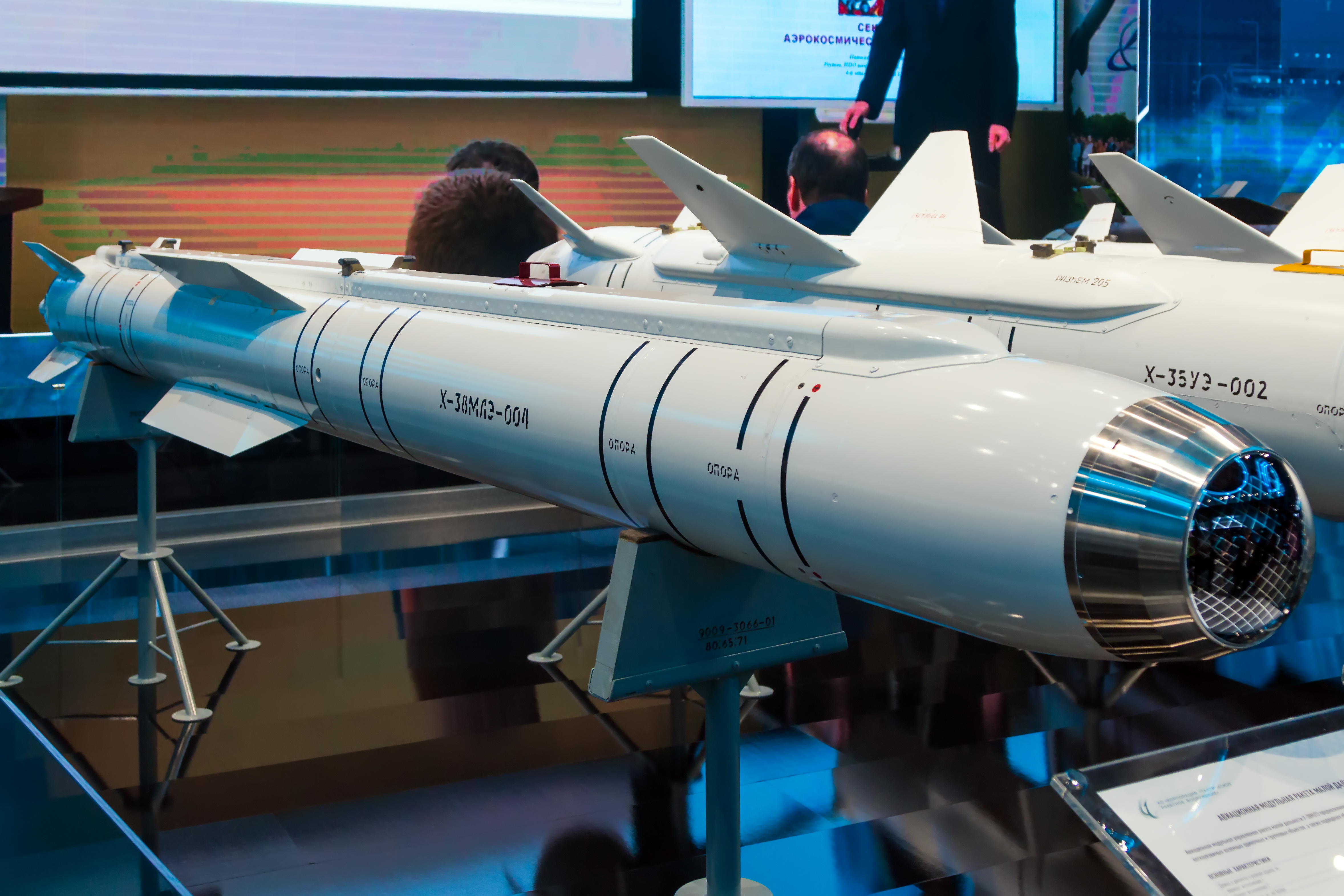
Х-38МЛЕ на виставці Армія-2022. Добре видно укорочене крило та лазерну ГСН.

Ракети сімейства Х-38 є модульними. Залежно від передбачуваного типу цілі на ракету можуть бути встановлені різні бойові частини та головки самонаведення.
Наведення всіх модифікацій є комбінованим — на маршовій ділянці ракета управляється інерційним способом, але в кінцевій ділянці траєкторії переходить на самонаведення.
- Х-38МЛЕ — модифікація ракети з лазерною ГСН[3]
- Х-38МКЕ — модифікація ракети із супутниковою навігацією ГЛОНАСС[3]
- Х-38МТЕ — модифікація ракети з тепловізійною ГСН[3]
- Х-38МАЕ — модифікація ракети з активною радіолокаційною ГСН[3]

Залежно від завдання на ракеті можуть застосовуватись різні бойові частини:
- На ракетах модифікацій Х-38МАЕ, Х-38МЛЕ та Х-38МТЕ можуть встановлюватися:

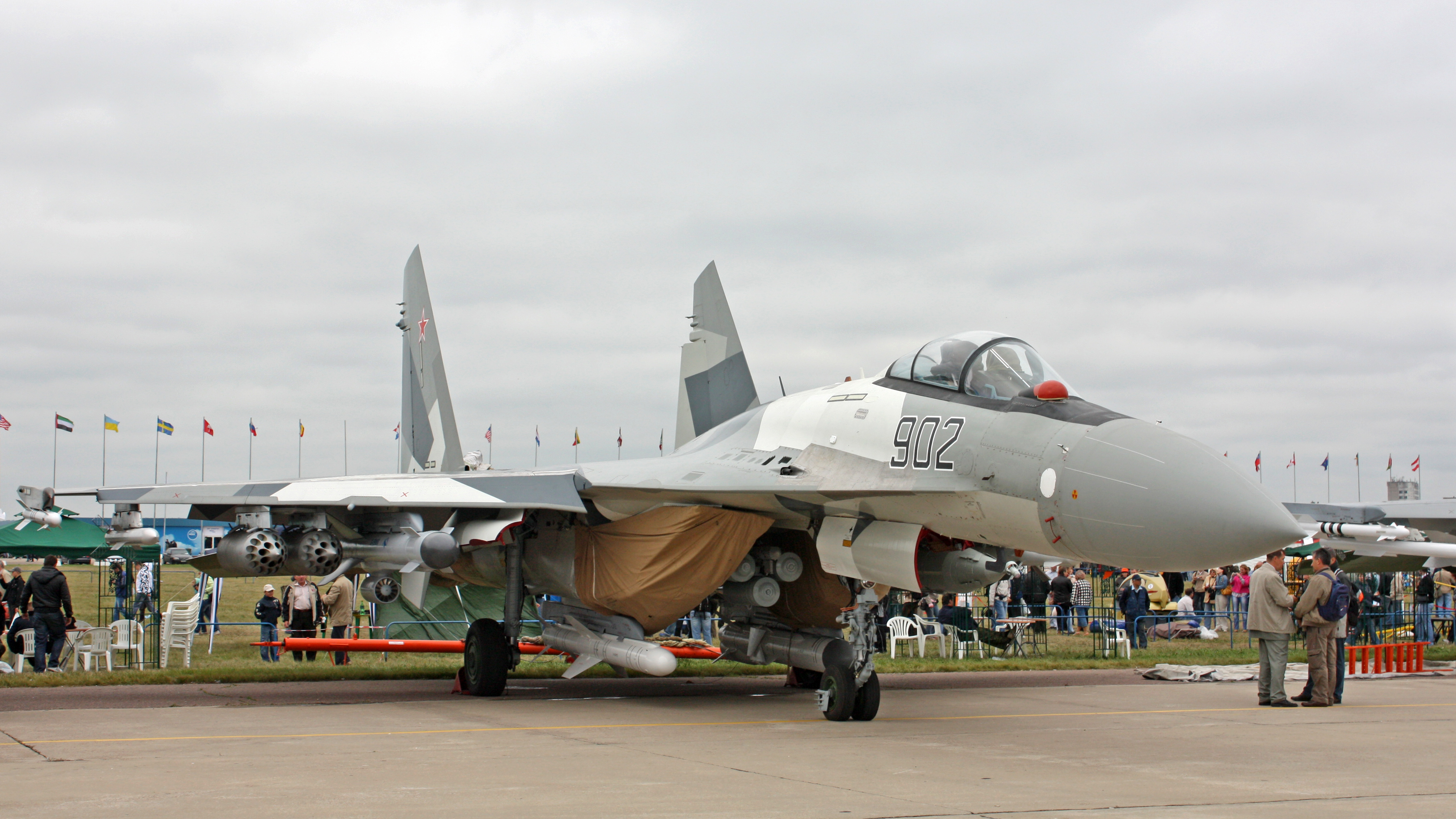
Х-38 на підсувному пілоні винищувача Су-35С. МАКС-2009

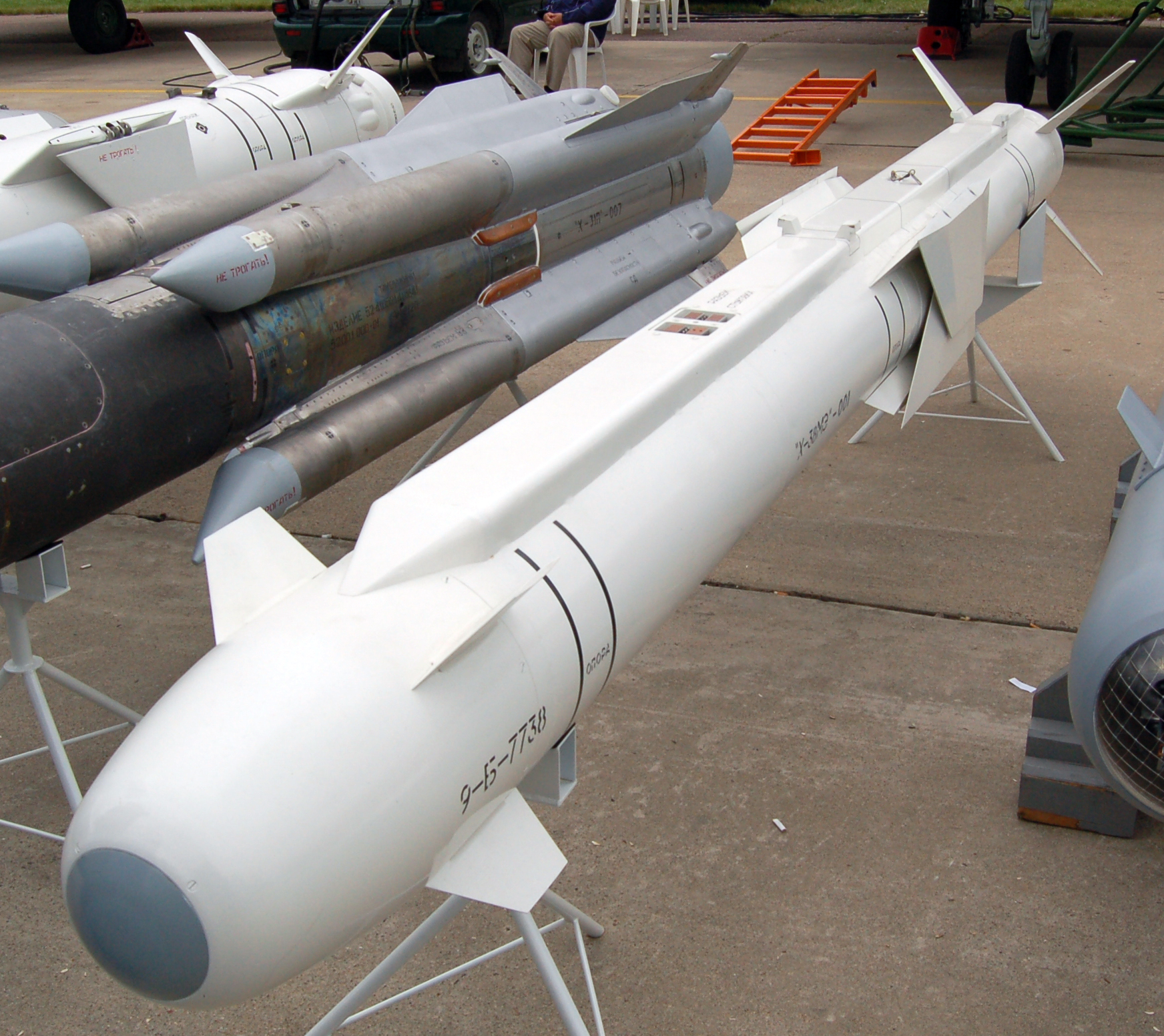
Х-38 із складеним крилом. МАКС-2009

  - осколково-фугасні або
  - проникаючі бойові частини
- На ракетах модифікацій Х-38МКЕ встановлюються
  - касетні бойові частини